# Jaapiella halimodendronis
Jaapiella halimodendronis är en tvåvingeart som beskrevs av Fedotova 1990. Jaapiella halimodendronis ingår i släktet Jaapiella och familjen gallmyggor.
Artens utbredningsområde är Kazakstan. Inga underarter finns listade i Catalogue of Life.